# Edwin Cameron
Edwin Cameron (né le 15 février 1953 à Pretoria en Afrique du Sud) est membre de la Cour constitutionnelle d'Afrique du Sud. Il a été juge à la cour d'appel de 2000 à 2008. Ouvertement gay, il a été le premier personnage officiel sud-africain à déclarer publiquement sa contamination par le VIH. Cameron a accompli cet acte en réaction à la lapidation et au lynchage de Gugu Dlamini après qu'elle a annoncé sur une radio zoulou qu'elle était séropositive.
Il est aussi un des 29 signataires aux Principes de Jogjakarta.